# Ла Марома (Артеага)
Ла Марома (шп. La Maroma) насеље је у Мексику у савезној држави Коавила у општини Артеага. Насеље се налази на надморској висини од 2480 м.

## Становништво
Према подацима из 2005. године у насељу су живела 2 становника.

### Хронологија
| Година       | 2000       | 2005 |
| ------------ | ---------- | ---- |
| Становништво | 13 (7 / 6) | 2    |

### Попис
| # | Индикатор                        | Вредност |
| - | -------------------------------- | -------- |
| 1 | Укупно појединачних домаћинстава | 1        |